# Карпов, Константин Степанович
Константин Степанович Карпов (11 июня 1925, д. Нераж Владимирской губернии — 10 февраля 2000) — советский художник-постановщик мультипликационных фильмов, художник-оформитель диафильмов, художник-оформитель и иллюстратор книг, художник-пейзажист.

## Биография
Родился 11 июня 1925 года в деревне Нераж Владимирской губернии.
В 1941—1942 году начал учиться в Московское областное художественное педагогическое училище изобразительных искусств памяти восстания 1905 года.
Воевал на Великой Отечественной войне.
Рядовой. Был призван 18 февраля 1943 года. С 15 августа 1943 года по 25 сентября 1943 года воевал в составе 6-й роты 727-го стрелкового полка 219-й стрелковой дивизии второго формирования. Убыл по ранению. Находился на излечении в госпитале Калининского фронта (ЭГ 2856). 6 марта 1944 года был признан не годным к строевой службе и демобилизован. Был признан инвалидом Отечественной войны III степени.
По другим данным, старший лейтенант. Награждён орденами Красной звезды и Отечественной войны I степени.
В 1944—1947 годах завершил обучение в Московском областном художественном педагогическом училище изобразительных искусств памяти восстания 1905 года.
В 1947—1953 годах прошёл обучение во Всесоюзном государственном институте кинематографии (художественный факультет)на курсе Ивана Иванова-Вано. Темой дипломной работы были эскизы декораций и раскадровки к сценарию мультфильма «Былина об Илье Муромце», руководителем дипломной работы был Анатолий Сазонов.
В 1953 году устроился работать на киностудию «Союзмультфильм». В 1986 году — уволился.
В период с 1953 по 1986 год был художником-постановщиком более 30 мультипликационных фильмов, большая часть из которых — рисованные.
Был художником-оформителем не менее четырёх диафильмов студии «Диафильм».
Был иллюстратором и художником-оформителем книг для издательства «Бюро пропаганды советского киноискусства» и других.
Является автором нескольких пейзажей.
В 1975 году в Москве прошла персональная выставка работ художника.
Умер 9 февраля 2000 года или 10 февраля 2000 года.

## Фильмография
| Год  | Название мультфильма                        | Роль                 |
| ---- | ------------------------------------------- | -------------------- |
| 1953 | «Лесной концерт»                            | Художник-постановщик |
| 1954 | «Опасная шалость»                           | Художник-постановщик |
| 1955 | «Храбрый заяц»                              | Художник-постановщик |
| 1956 | «Двенадцать месяцев»                        | Художник-постановщик |
| 1958 | «Сказ о Чапаеве»                            | Художник-постановщик |
| 1960 | «Золотое пёрышко»                           | Художник-постановщик |
| 1961 | «Чиполлино»                                 | Художник             |
| 1962 | «Светлячок № 2»                             | Художник-постановщик |
| 1963 | «Беги, ручеёк»                              | Художник-постановщик |
| 1963 | «Следопыт»                                  | Художник-постановщик |
| 1964 | «Ситцевая улица»                            | Художник-постановщик |
| 1965 | «Задом наперёд» («Фитиль» № 41)             |                      |
| 1965 | «Светлячок № 6»                             | Художник-постановщик |
| 1966 | «Светлячок № 7»                             | Художник-постановщик |
| 1967 | «Зеркальце»                                 | Художник-постановщик |
| 1968 | «Самый большой друг»                        | Художник-постановщик |
| 1969 | «Десять лет спустя»                         | Художник-постановщик |
| 1969 | «Лиса, медведь и мотоцикл с коляской»       | Художник-постановщик |
| 1969 | «Украденный месяц»                          | Художник-постановщик |
| 1970 | «Лесная хроника»                            | Художник-постановщик |
| 1971 | «Без этого нельзя»                          | Художник-постановщик |
| 1972 | «Новогодняя сказка»                         | Художник-постановщик |
| 1973 | «Юморески» (выпуск № 1)                     | Художник-постановщик |
| 1974 | «„Таланты“ и „поклонники“» («Фитиль» № 146) | Художник-постановщик |
| 1974 | «Юморески» (выпуск № 2)                     | Художник-постановщик |
| 1975 | «Как верблюжонок и ослик в школу ходили»    | Художник-постановщик |
| 1975 | «Необычный друг»                            | Художник-постановщик |
| 1977 | «Последний лепесток»                        | Художник-постановщик |
| 1978 | «И смех и грех»                             | Художник-постановщик |
| 1978 | «Метаморфоза»                               | Художник-постановщик |
| 1979 | «Дым коромыслом»                            | Художник-постановщик |
| 1979 | «Новый Аладдин»                             | Художник-постановщик |
| 1980 | «Ну, погоди!» (Выпуск № 13)                 | Художник             |
| 1981 | «Трах-тиби-дох!» («Фитиль» № 220)           | Художник-постановщик |
| 1981 | «Обыкновенное чудо» («Фитиль» № 232)        | Художник-постановщик |
| 1984 | «Алле-хап!» («Фитиль» № 268)                | Художник-постановщик |
| 1985 | «Королевский»                               | Художник-постановщик |
| 1985 | «Терёхина таратайка»                        | Художник-постановщик |
| 1986 | «Воспоминание»                              | Художник-постановщик |

| Год  | Название диафильма       | Примечание                     |
| ---- | ------------------------ | ------------------------------ |
| 1956 | «Птенцы-хитрецы»         |                                |
| 1958 | «Медвежья горка»         |                                |
| 1960 | «Про белочку-хлопотунью» |                                |
| 1962 | «Моё сочинение»          | Совместно с Евгением Мигуновым |

## Картины
| Год  | Название картины                        | Техника |
| ---- | --------------------------------------- | ------- |
| 1952 | «Кирилло-Белозерский монастырь» (серия) | Масло   |
| 1952 | «На Днепре» (серия)                     | Масло   |
| 1965 | «Владимирская область» (серия)          | Гуашь   |
| 1981 | «Перед грозой»                          | Масло   |
| 1982 | «Закат»                                 | Масло   |